# Bürgermeisterei Bockum
Die Bürgermeisterei Bockum war eine Bürgermeisterei im Landkreis Krefeld der preußischen Rheinprovinz. Ihr Gebiet gehört heute zur Stadt Krefeld.

## Geschichte

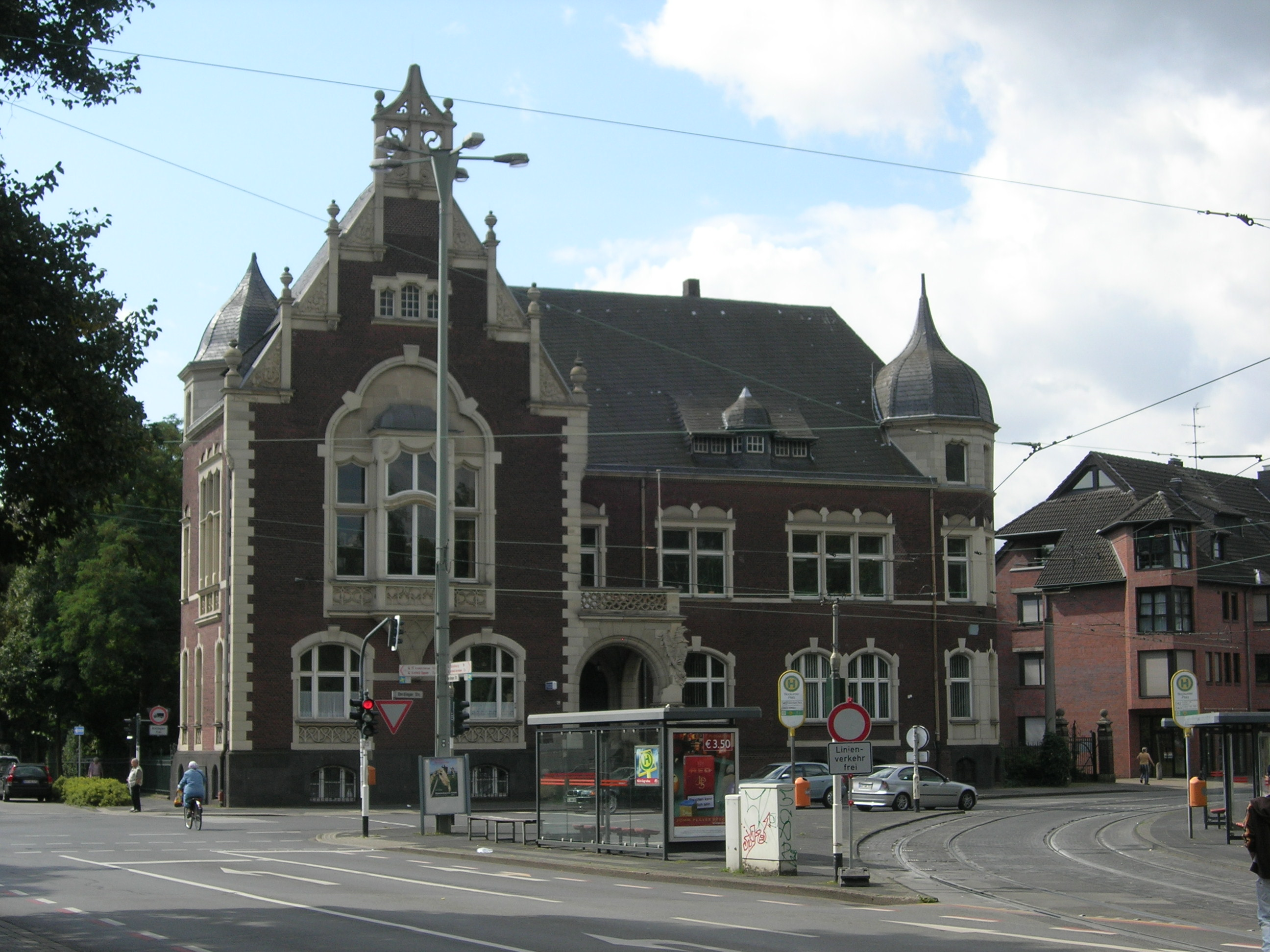
Das ehemalige Rathaus Bockum

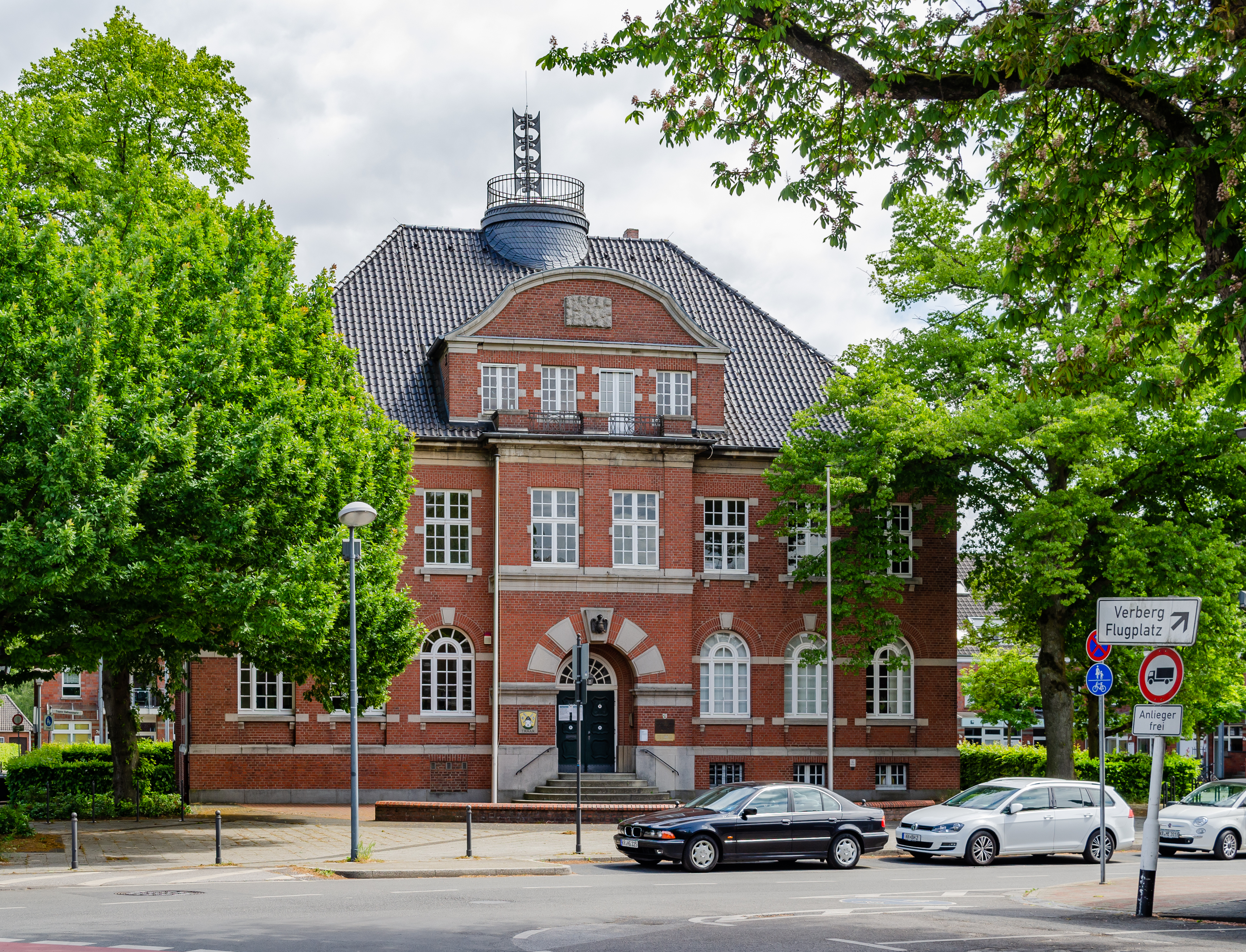
Das ehemalige Rathaus Traar

Von 1798 bis 1814 standen der linke Niederrhein unter französischer Herrschaft. Während dieser Zeit wurde nach französischem Vorbild die Mairie Bockum gebildet, die zum Kanton Uerdingen im Arrondissement Krefeld des Rur-Departements gehörte. Nachdem 1814 das gesamte Rheinland auf dem Wiener Kongress dem Königreich Preußen zugeschlagen wurde, kam der Kanton Uerdingen 1816 im Zuge der Preußischen Verwaltungsorganisation zum neuen Kreis Krefeld. Aus der Mairie Bockum der Franzosenzeit wurde die preußische Bürgermeisterei Bockum.
Die Bürgermeisterei umfasste die vier Landgemeinden Bockum, Oppum, Rath-Vennickel und Verberg.
Die Gemeinde Rath-Vennickel wurde 1886 in Traar umbenannt. Die beiden Gemeinden Bockum und Verberg wurden 1902 zur Gemeinde Bockum-Verberg zusammengeschlossen. 1904 wurde in Bockum ein Rathaus für die Bürgermeisterei errichtet. Am 15. Oktober 1907 wurden die Gemeinden Bockum-Verberg und Oppum in die Stadt Krefeld eingemeindet. Aus dem Rest der Bürgermeisterei, der Gemeinde Traar, wurde die Bürgermeisterei Traar gebildet. Für diese wurde 1914 ein eigenes Rathaus in der heutigen Kemmerhofstraße erbaut, das heute als Bezirksverwaltungsstelle dient.
Im Zuge des Gesetzes über die kommunale Neugliederung des rheinisch-westfälischen Industriegebiets wurde Traar am 1. August 1929 nach Krefeld eingemeindet, womit die Bürgermeisterei erlosch.

## Einwohnerentwicklung
| Jahr | Einwohner | Quelle    |
| ---- | --------- | --------- |
| 1816 | 2361      | [ 9 ]     |
| 1828 | 2910      | [ 10 ]    |
| 1871 | 4928      | [ 4 ]     |
| 1885 | 6345      | [ 11 ]    |
| 1895 | 9429      | [ 12 ]    |
| 1910 | 2010      | nur Traar |